# Арабатская крепость
Араба́т (Ребат, от арабского «рабат» — «воинский пост») — единственная татаро-турецкая крепость на Азовском побережье Крыма.
Крепость была построена в двух километрах на северо-запад от села Ак-Монай (совр. Каменское). Вместе с Перекопской крепостью и крепостью Ени-Кале прикрывала Крым от вражеских нападений с севера и востока.
Имеет восьмиугольную форму, по периметру окруженную глубоким рвом более древнего происхождения. Возможно соединялась подземным ходом с Азовским морем. Ранее, в древности, вблизи этого места находился Ираклеон, храм Геркулеса.

## История
Османский путешественник Эвлия Челеби, описывая Тавриду, пишет об Арабате как о крепости, которая должна была перекрывать русской рати, запорожцам, полякам и калмыкам путь в Крым.
Однако в 1668 году запорожцы под командованием кошевого Ивана Рога взяли Арабат штурмом и уничтожили всех, кто там находился.
В Военной энциклопедии Сытина сказано что, в 1737 году, во время Крымского похода фельдмаршал граф П. П. Ласси с 40 000 армией, не стал атаковать Арабатскую крепость, а устроил мост на середине Арабатской косы, против устья реки Салгир, беспрепятственно вторгся на полуостров и произвёл там большие опустошения для неприятеля, разбив ханское войско в двух битвах 12 и 14 июня.
В 1771 году Арабат пал, не выдержав штурма российской армии под командованием В. М. Долгорукова. Отряд князя Ф. Ф. Щербатова, в составе одного полка пехоты, двух гренадерских рот, 100 егерей и 1500 казаков, переправился 13 июня через Генический пролив на Арабатскую косу по мосту в 50 саженей длины из лодок, доставленных с флота, затем, двинувшись далее по косе 100 верст и сделав 17 июня переход в 44 версты, подошёл к Арабату вечером и, несмотря на такой большой переход, ночью изготовился к приступу и овладел крепостью штурмом 18 июня, захватив у неприятеля 6 знамён, 50 орудий и татарский лагерь, обнесённый окопами.
За покорение Арабата Ф. Ф. Щербатов был пожалован чином генерал-поручика, награждён (11 июля 1771) военным орденом св. Георгия 3-го класса (№ 32)
За произведенное храброе дело 18-го июня 771 года и благоразумное предводительство ко овладению штурмом крепости Арабата.
Немецкий учёный-энциклопедист П. С. Паллас, первым описавший эту крепость, описал её с 7 бастионами, и видно ошибся, посчитав, также надвратную башню и редан — выступ бастиона, за бастионы, а фактически их было 5. Источником камня для строительства и позднейших реконструкций крепости служили Ак-Монайские каменоломни, которые находятся в 4 км восточнее на побережье.
После присоединения Крыма к Российской империи в крепости находился гарнизон, который во время Крымской войны не допустил высадки вражеского десанта на Арабатскую стрелку. Весной 1855 года, для защиты пути сообщения Крымской армии, с внутренними областями империи, по Арабатской стрелке, полуразрушенная крепость Арабат была приведена в оборонительное положение, её гарнизон был усилен до двух батальонов, а крепостное вооружение — до 17 орудий, в другом источнике — 4 батальона при 8 орудиях. Едва лишь меры эти были приведены в исполнение, как неприятельская эскадра в числе 13 вымпелов приблизилась к Арабату и открыла по нему огонь, но после 3-часовой безуспешной канонады удалилась.
В 1856 году Арабат был лишён городского статуса.

## Галерея
- Остатки крепости.
- Остатки одного из бастионов со стороны моря.
- Остатки одного из бастионов.
- Остатки крепости.